# Café de cebada

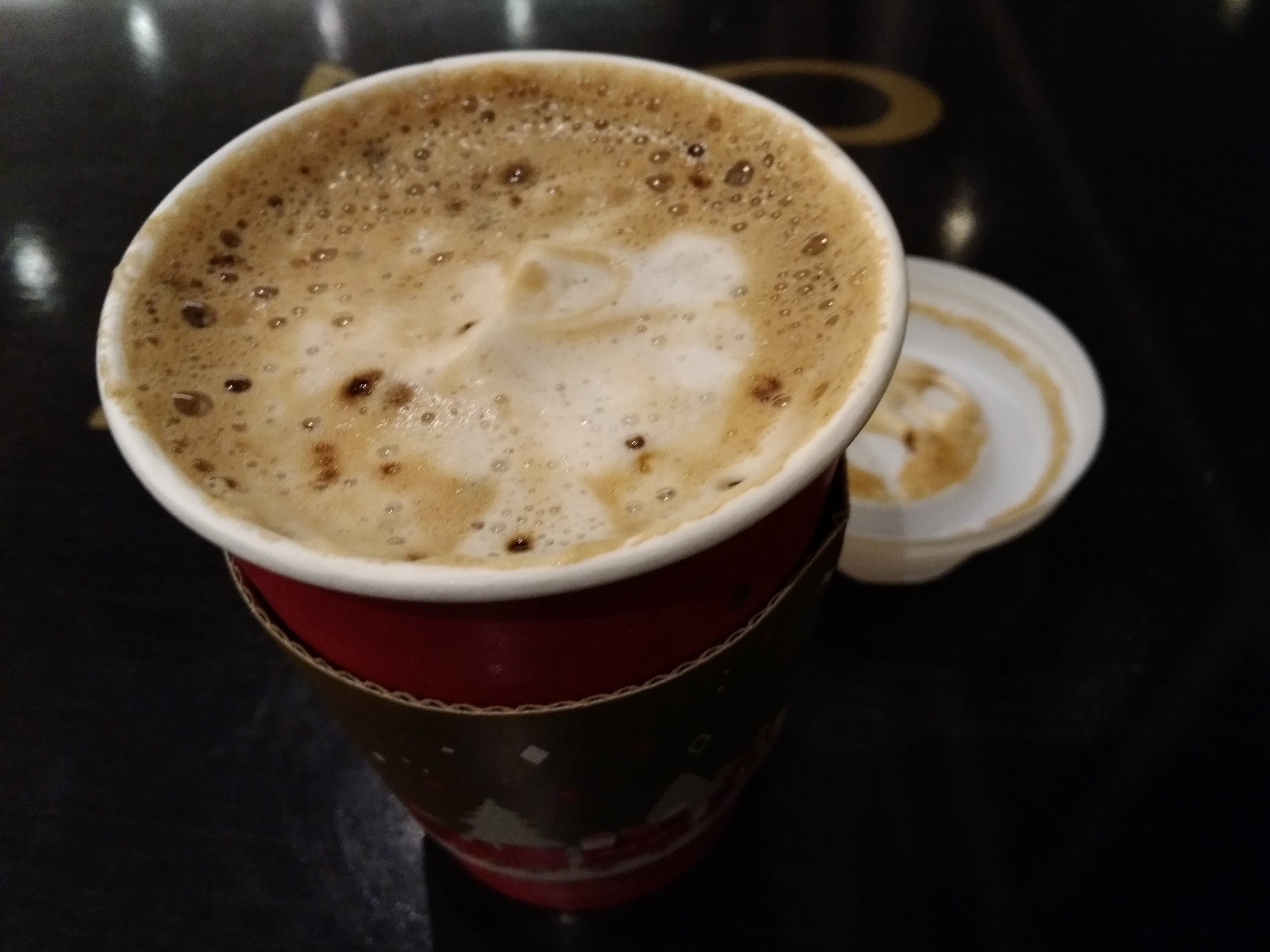
Café de cebada con leche.

El café de cebada se llama bevanda d'orzo o caffè d'orzo ([kafˈfɛ ˈdɔrdzo]) en italiano. Es una bebida que se obtiene de la infusión de cebada tostada y molida. Se usa como sucedáneo de café sin cafeína en Occidente, aunque su sabor es diferente. Una bebida parecida es el agua de cebada, un refresco popular en la Comunidad Valenciana, en Murcia (España), en México y en el Reino Unido.
El café de cebada tostada, vendido en forma molida y a veces mezclado con achicoria y otros ingredientes, también se vende como sucedáneo de café.
En Argentina, a esta bebida se la conoce con el nombre de Malta, comercializada bajo el nombre El Pocillo (cebada torrada instantánea), de Lheritier, y Maltifé (cebado tostada instantánea), originariamente de Molinos Río de la Plata, pero recientemente adquirida por Lheritier. También se comercializan algunas marcas de cebada torrada molida, como Ying Yang.
En Chile existen dos marcas comerciales de café de cebada instantáneos muy conocidas, son Ecco de la empresa Nestlé y Coronado de la empresa Tresmontes Lucchetti.
También es conocido como café malta. Suelen consumirlo las personas que quieren disfrutar el café pero son sensibles a la cafeína ya que no contiene esta substancia. También lo toman los mormones, cuyos preceptos religiosos les proscriben tomar café tradicional.